# Narodna obrana (dnevni list, Osijek)
Narodna obrana je bila hrvatski dnevnik iz Osijeka. Ove novine su počele izlaziti 1902., a prestale su izlaziti 1923.
Uređivao ga je Ivan Lorković.